# Guido Sacconi
Guido Sacconi (ur. 23 czerwca 1948 w Udine, zm. 2 maja 2023 we Florencji) – włoski polityk, działacz związkowy, eurodeputowany V i VI kadencji (1999–2009).

## Życiorys
Studiował filozofię na Uniwersytecie Florenckim. Pracował jako kierownik biura studiów przy florenckiej izbie pracy. Od 1978 był sekretarzem generalnym włoskiej federacji pracowników sektora metalurgicznego (FIOM) w ramach Włoskiej Powszechnej Konfederacji Pracy (CGIL). Pełnił też funkcję sekretarza generalnego izby pracy we Florencji i sekretarza regionalnego CGIL w Toskanii. W 1992 stanął na czele regionalnych struktur postkomunistycznej Demokratycznej Partii Lewicy.
W 1995 wybrany na radnego Toskanii, w 1998 został wiceprzewodniczącym rady regionalnej. W 1999 z ramienia Demokratów Lewicy i w 2004 z ramienia Drzewa Oliwnego uzyskiwał mandat deputowanego do Parlamentu Europejskiego. Był członkiem Grupy Socjalistycznej, pracował m.in. w Komisji Ochrony Środowiska Naturalnego, Zdrowia Publicznego i Bezpieczeństwa Żywności. Od 2007 do 2009 kierował Komisją tymczasową do spraw zmian klimatycznych. W 2007 przystąpił ze swoim ugrupowaniem do Partii Demokratycznej.